# Bayerisches Teleskopmeeting
Koordinaten: 48° 53′ 28″ N, 11° 16′ 25″ O
Das Bayerische Teleskopmeeting (BTM) ist ein seit 1997 jährlich stattfindendes Teleskoptreffen für Amateurastronomen und Astronomieinteressierte aus Deutschland und dem nahen Ausland. Das Treffen findet auf dem Osterberg bei Pfünz (Oberbayern) im Landkreis Eichstätt in der Gemeinde Walting statt. Es handelt sich um einen astronomischen Beobachtungsplatz im oberbayerischen Naturpark Altmühltal. Das Treffen dient dem Erfahrungsaustausch unter Experten sowie der Förderung des astronomischen Wissens in der Bevölkerung.

## Ausstattung, Ablauf und Geschichte

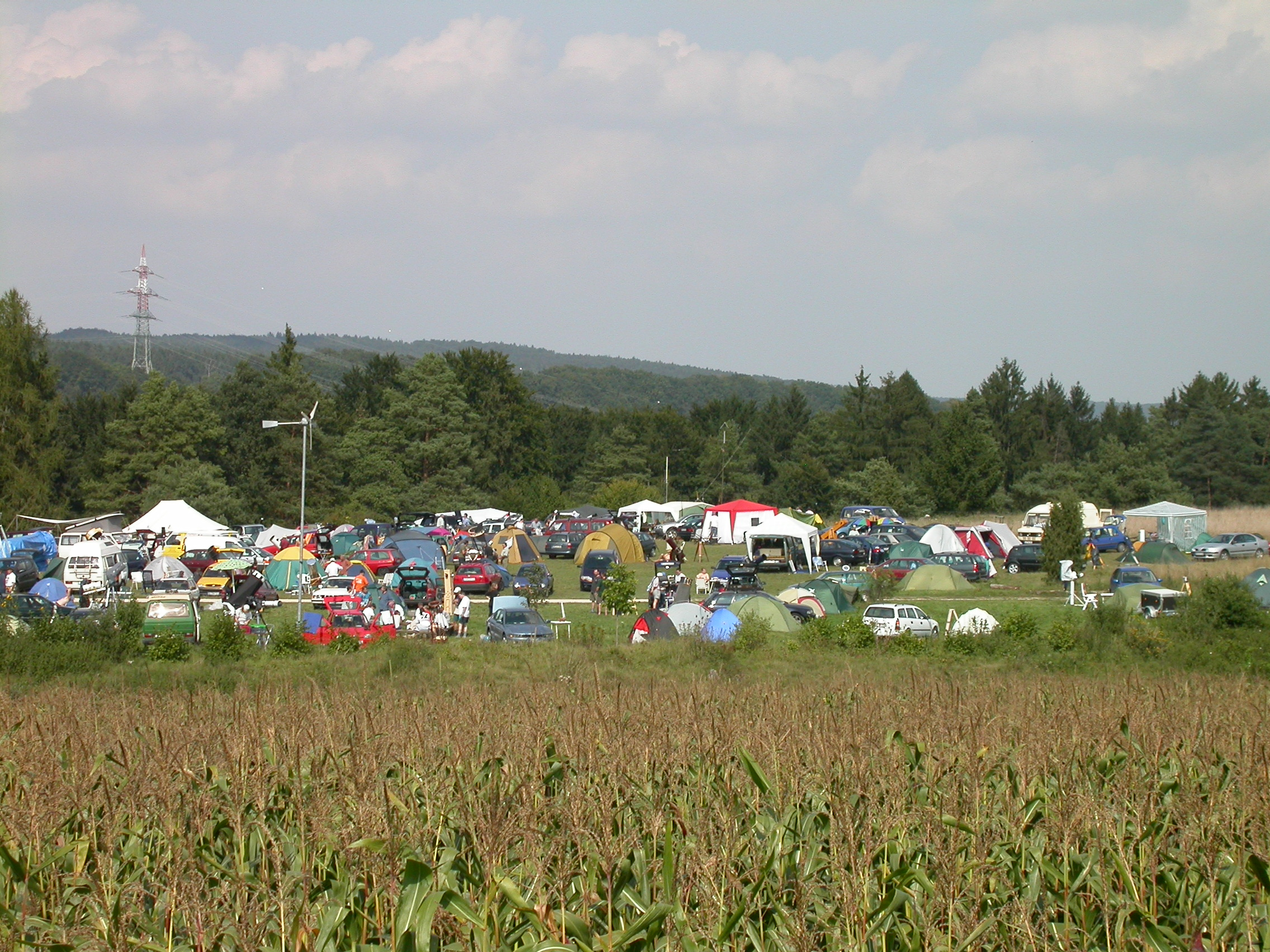
Blick auf das Teleskopmeeting 2002

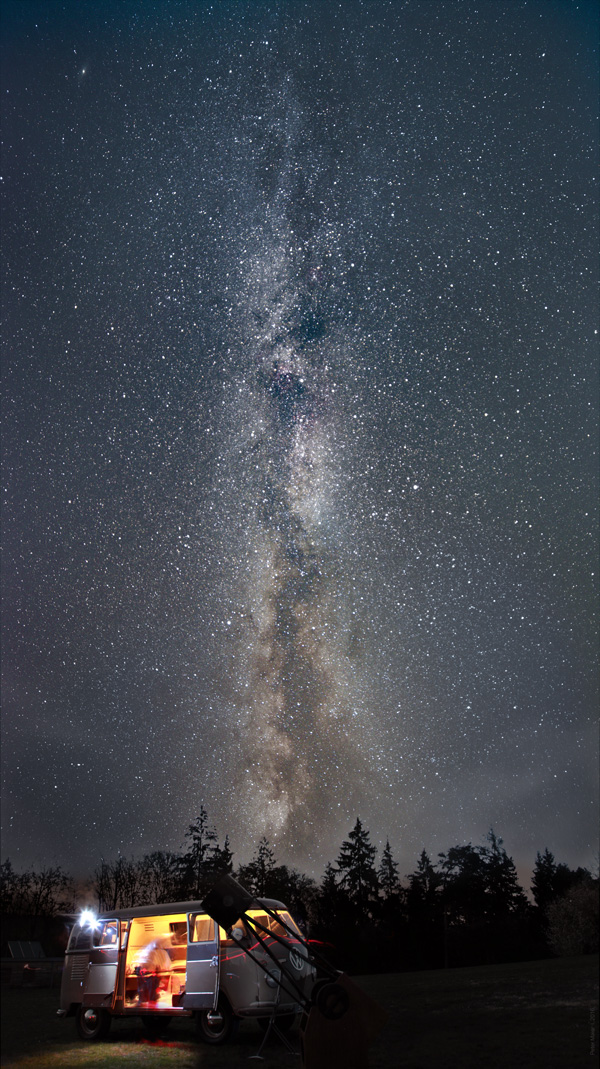
Langzeitbelichtung der Milchstraße über dem Osterberg

Das BTM wurde durch die Ingolstädter Amateurastronomen Ulrich Zehndbauer und Andreas Bender begründet. Seit 2014 setzen sich die Astronomiefreunde Ingolstadt als gemeinnützige Interessensgemeinschaft dafür ein, die Tradition des BTM fortzuführen und Interessierten die Möglichkeit zu bieten, einen dunklen Sternenhimmel unter Anleitung von Experten zu erleben.
Bei dem Treffen stehen Instrumente wie Ferngläser und große Selbstbau-Spiegelteleskope bei gutem Wetter für Himmelsbeobachtungen bereit. Für Laien bieten die Astronomiefreunde Ingolstadt Sternbildführungen an, bei denen die wichtigsten und aktuell sichtbaren Sternbilder am Himmel erklärt werden. Tagsüber stehen Instrumente zur Sonnenbeobachtung mit speziellem Weißlicht- sowie H-Alpha-Filter zur Verfügung, die eine Beobachtung der Sonnenflecken sowie Protuberanzen auf der Sonnenoberfläche ermöglichen. 2016 wurde für die Zeit des Treffens ein begehbarer Planetenweg angelegt, der das Sonnensystem und die Entfernungen der Planeten auf einer Länge von 2,4 Kilometern maßstabsgetreu abbildet. Zum weiteren Programm gehören astronomische Fachvorträge bzw. Workshops sowie eine Auszeichnung für besondere amateurastronomische Leistungen wie z. B. das beste Selbstbauprojekt oder beste Astrofotografie, die von einer Jury in Form einer Urkunde ausgestellt wird. Zur Verfügung stehen neben einer Selbstversorgerhütte mit Aufenthaltsräumen und Sanitäranlagen ein Zeltplatz mit Stromversorgung und Einkaufsmöglichkeiten in der Nähe.
Das BTM hat eine ruhige Lage auf dem von direktem Streulicht und Lichtverschmutzung abgeschirmten Osterberg mitten im Naturpark Altmühltal. Der außergewöhnlich dunkle Standort ist daher besonders bei Astrofotografen und visuellen Himmelsbeobachtern sehr beliebt. Helle Objekte unserer Milchstraße wie zum Beispiel der Orionnebel M42 oder auch extragalaktische Objekte wie die große Andromedagalaxie M31 oder die kleinere Dreiecksgalaxie M33 sind am Pfünzer Sternenhimmel bereits mit bloßem Auge sichtbar (visuelle Grenzgröße in Zenitnähe bis ca. 6 mag). Messungen der Himmelsqualität mit dem SQM-L (Sky Quality Meter) ergaben 21,10 mag/arcsec². Ein besonderer Höhepunkt und für die süddeutsche Region sehr seltenes Ereignis während des Bayerischen Teleskopmeetings 2002 war eine visuell zu beobachtende Polarlichterscheinung am 8. September 2002 gegen 0:44 Uhr (MESZ). Um die astronomischen Himmelsbeobachtungen und Aufnahmen nicht zu stören, gelten während des Treffens am Osterberg strikte Lichtschutzregeln. So ist die Verwendung von Weißlichtquellen aller Art (z. B. Fahrzeugbeleuchtung, Taschenlampen, Bildschirme) untersagt, um die Dunkeladaption der Beobachter und Langzeitbelichtungen der Fotografen nicht zu beeinträchtigen.